# Índice de sustentabilidade potencial
Índice de sustentabilidade potencial é a relação entre a população em idade activa e a população idosa, definida habitualmente como o quociente entre o número de pessoas com idade compreendida entre 15 e 64 anos e o número de pessoas com 65 anos ou mais. Traduzindo pelo número de ativos por cada idoso.